# Warka (công xã)
Gmina Warka là một vùng đô thị-nông thôn (công xã) ở Grójec, Masovian Voivodeship, ở miền đông trung bộ Ba Lan. Khu hành chính của nó là thị trấn Warka, nằm cách khoảng 25 kilômét (16 mi)  về phía đông Grójec và 50 km (31 mi) về phía nam Warsaw.
Gmina có diện tích 201,14 kilômét vuông (77,7 dặm vuông Anh), và tính đến năm 2006, tổng dân số của nó là 18.896 (trong đó dân số của Warka lên tới 11.028, và dân số của vùng nông thôn của Gmina là 7,868).

## Làng
Ngoài thị trấn Warka, Gmina Warka gồm các làng và các khu định cư của Bończa, Borowe, Branków, Brzezinki, Budy Michałowskie, Budy Opożdżewskie, Dębnowola, Gąski, Gośniewice, Grażyna, Grzegorzewice, Gucin, Hornigi, Kalina, Kazimierków, Klonowa Wola, Konary, Krześniaków, Laski, Lechanice, Magierowa Wola, Michalczew, Michałów Dolny, Michałów Gorny, Michałów-Parcele, Murowanka, Niwy Ostrołęckie, Nowa Ostroleka, Nowa Wies, Nowe Biskupice, Nowe Grzegorzewice, Opożdżew, Oskardów, Ostroleka, Ostrówek, Palczew, Palczew-Parcela, Paulin, Piaseczno, Pilica, Podgórzyce, Prusy, Przylot, Stara Warka, Stare Biskupice, Doesradz, Wola Palczewska, Wrociszew và Zastruże.

## Gmina lân cận
Gmina Warka được bao bọc bởi các Gmina của Białobrzegi, Chynów, Góra Kalwaria, Grabów nad Pilicą, Jasieniec, Magnuszew, Promna, Sobienie-Jeziory, Stromiec và Wilga.